# 1. Fußballclub Union Solingen 1990 e.V.
1. Fußballclub Union Solingen 1990 e.V. foi uma agremiação esportiva alemã, fundada a 3 de setembro de 1949, sediada em Solingen, na Renânia do Norte-Vestfália.

## História

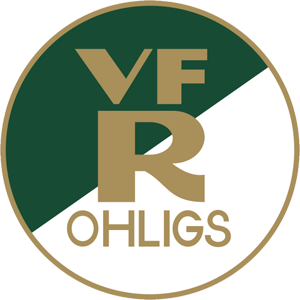
VfR Ohligs

1. FC Union Solingen 90

O predecessor do atual União Solingen foi fundado em 1897 da fusão de uma série de clubes do distrito de Ohligs que ao longo do tempo incluíram Ohligs FC 06, VfR Ohligs, Walder Ballspielverein e BV Adler Ohligs. Dos anteriores apenas o VfR Ohligs  se destacou chegando a disputar a primeira divisão quando jogou a temporada 1940-1941 na Gauliga Niederrhein antes de ser rebaixado ao ficar no último lugar.
Em 1949, após a Segunda Guerra Mundial, o clube foi reformado como Union Ohligs e atuou na segunda Oberliga Oeste (Grupo 2). No início dos anos 1970 jogou na Amateurliga Niederrhein (III). Uma fusão em 1973 com o VfL Wald Ohligs 1897 levou à formação de um clube que jogou na Regionalliga Nord (II) como Ohligs SC Solingen por uma única temporada, antes de ser rebaixado. Refundado como SG União Solingen, a equipe ganhou a promoção para a 2. Bundesliga-Nord, em meados da década. Permaneceu por quatorze temporadas nas fileiras profissionais. Suas melhores colocações foram um quinto e sexto em 1984-1985. O Solingen retornou à Oberliga Nordrhein (III) em 1989. Nessa fase passava por imensas dificuldades financeiras e logo decretaria falência.
O atual clube foi formado como 1. FC Union Solingen, em 1990, e passou a jogar na Verbandsliga Niederrhein (IV). A equipe passou por diversas promoções e rebaixamentos e atualmente joga na Verbandsliga Niederrhein, que agora é um circuito de quinta camada.

## Títulos
- Amateurliga Niederrhein Campeão: 1973, 1975;
- Verbandsliga Niederrhein Campeão: 1994, 2002;
- Landesliga Niederrhein Campeão: 1969, 2000;

## Fonte
- Grüne, Hardy (2001). Vereinslexikon. Kassel: AGON Sportverlag ISBN 3-89784-147-9